# Кучин (Могилёвская область)
Кучи́н (бел. Кучын) — деревня в составе Черноборского сельсовета Быховского района Могилёвской области Республики Беларусь.

## История
В 1913 году построена школа (в 1913 г. 31 м. и 16 д.).

## Население
- 2010 год — 81 человек